# Enchanté
Enchanté (ใครคืออองซองเต) é uma série de televisão tailandesa de comédia dramática romântica de 2022 estrelada por Kasidet Plookphol (Book) e Jiratchapong Srisang (Force). Baseada no romance de mesmo nome de NinePinta.
Dirigido por Pawis Sowsrion (Film) e produzido pela GMMTV. Enchanté foi apresentado como um dos eventos "GMMTV 2021: The New Decade Begins" da GMMTV em 3 de dezembro de 2020. No entanto, estreou oficialmente em 28 de janeiro de 2022 na GMM 25, todas as sextas-feiras às 20h30 IST (8:30pm).

## Sinopse
Theo (Kasidet Plookphol) mudou-se repentinamente para a França durante a infância para morar com sua avó, quando sua avó morreu, ele voltou para a Tailândia. Theo reencontra seu amigo de infância e vizinho Akk (Jiratchapong Srisang), que o recebe de volta e ajuda Theo a se instalar. Theo ingressa na universidade de seu pai, especializando-se em Literatura. Devido ao pai de Theo ser dono da universidade, Theo já é popular quando ingressa.
Um dia, Theo encontra um livro na biblioteca da Universidade, Theo escreve uma mensagem no livro, sem esperar resposta. Quando Theo abre o livro na próxima vez, um respondente anônimo assina como 'Enchanté', que significa 'Prazer em conhecê-lo' em francês. Theo fica curioso para saber quem pode ser 'Enchanté'. Akk espalha cartazes pela universidade para ajudar Theo a descobrir quem é 'Enchanté'. Quatro estudantes universitários do sexo masculino se apresentam alegando que são 'Enchanté', Saifa (Gawin Caskey), Natee (Pusit Disthapisit), Wayo (Tharatorn Jantharaworakarn) e Phupha (Thanaboon Kiatniran).
Será que Theo, com a ajuda de Akk, descobrirá quem é o anônimo ‘Enchanté’?

## Elenco e personagens

### Principal
- Kasidet Plookphol (Book) como Theo
- Jiratchapong Srisang (Force) como Akk

### Recorrente
- Gawin Caskey (Fluke) como Saifa
- Pusit Disthapisit (Fluke) como Natee
- Tharatorn Jantharaworakarn (Boom) como Wayo
- Thanaboon Kiatniran (Aou) como Phupha
- Chayakorn Jutamas (JJ) como Ton
- Napat Patcharachavalit (Aun) como Tan
- Nalinthip Phoemphattharasakun (Fon) como Im
- Keetapat Pongruea (Pleng) como Egg
- Narumon Phongsupan (Koy) como Amphawa
- Oliver Poupart (An) como Dr. Thamrong
- Jitaraphol Potiwihok (Jimmy) como Sun
- Yongwaree Anilbol (Fah) como Fon

## Trilha sonora
| Título da música (ortografia oficial) | Título Romanizado (RTGS)     | Título em inglês     | Artista     | Ref.        |
| ------------------------------------- | ---------------------------- | -------------------- | ----------- | ----------- |
| รู้แค่ผมรักคุณก็พอ                          | Roo Kae Pom Rak Koon Gaw Paw | Je t’aime à la folie | Fluke Gawin | [ 4 ] [ 5 ] |

## Recepção

### Classificações de televisão da Tailândia
- Na tabela abaixo, o número azul representa as classificações mais baixas e o número vermelho representa as classificações mais altas.

| Episódio No. | Intervalo de horário (UTC+07:00) | Data de transmissão     | Parcela média de audiência |         |
| ------------ | -------------------------------- | ----------------------- | -------------------------- | ------- |
| 1            | Sexta-feira, 20h30               | 28 de janeiro de 2022   | 0.146%                     |         |
| 2            | Sexta-feira, 20h30               | 4 de fevereiro de 2022  | 0.126%                     |         |
| 3            | Sexta-feira, 20h30               | 11 de fevereiro de 2022 | 0.072%                     |         |
| 4            | Sexta-feira, 20h30               | 18 de fevereiro de 2022 | 0.027%                     |         |
| 5            | Sexta-feira, 20h30               | 25 de fevereiro de 2022 | 0.084%                     |         |
| 6            | Sexta-feira, 20h30               | 4 de março de 2022      | 0.061%                     |         |
| 7            | Sexta-feira, 20h30               | 11 de março de 2022     | 0.146%                     |         |
| 8            | Sexta-feira, 20h30               | 18 de março de 2022     | 0.095%                     |         |
| 9            | Sexta-feira, 20h30               | 25 de março de 2022     | 0.102%                     |         |
| 10           | Sexta-feira, 20h30               | 1º de abril de 2022     | 0.052%                     |         |
| Média        | Média                            | Média                   | 0.91% 1                    | 0.91% 1 |

↑1  Com base na parcela média de audiência por episódio.